# ماكسيم رودريغيز
ماكسيم رودريغيز (بالفرنسية: Maxime Rodriguez)‏ هو ملحن فرنسي، ولد في 1975.

## روابط خارجية
- ماكسيم رودريغيز على موقع IMDb (الإنجليزية)